# (2420) Čiurlionis
(2420) Čiurlionis – planetoida z grupy pasa głównego asteroid okrążająca Słońce w ciągu 4 lat i 38 dni w średniej odległości 2,56 au. Została odkryta 3 października 1975 roku w Krymskim Obserwatorium Astrofizycznym w Naucznym na Półwyspie Krymskim przez Nikołaja Czernycha. Nazwa planetoidy pochodzi od Mikalojusa Čiurlionisa, litewskiego kompozytora i malarza. Przed nadaniem nazwy planetoida nosiła oznaczenie tymczasowe (2420) 1975 TN.